# DJ Min
izumi（イズミ、本名非公表、女性）は、日本のラジオパーソナリティー・歌手。過去にラジオDJとしては「DJ Min」（ディージェイ・ミン）名義も使っていた。

## 来歴・人物
愛知県生まれ。専門学校ESPミュージカルアカデミー卒業。
2012年4月から2014年3月までFM AICHIでサンデーエクスプレスのパーソナリティを担当。
2017年4月よりラジオDJに復帰。
FM OH!にて1年間帯番組を担当。
ハスキーな声と親しみのあるトークが魅力である。愛称は「いずみん」。
専門学校ではミュージシャン科のヴォーカルコースを専攻。乃木坂46のメンバーオーディションを受けた事もある。
2023年　誕生年を1980年に間違えられる。　正確には、1991年生まれ。

## 現在の担当番組
2023年4月現在
- K-MIX
  - radio GO OUT（2020年4月 - ）izumi名義

## 過去の担当番組
- FM Aichi
  - サンデー・エクスプレス (2012年4月 - 2014年3月)  DJ Min名義
- FM OH!
  - Marché Coucou（2017年4月 - 2018年3月）  izumi名義
- K-mix
  - PLAYLIST 27 to 29（2020年4月 - 2021年3月）izumi名義
  - K-mix MUSIC SPECTRUM（2019年4月 -2023年3月 ）izumi名義
  - しずおか 星空案内室（2021年4月 - 2023年3月）izumi名義